# A művészet története (Corvina Kiadó)
A művészet története egy 21. századi magyar művészettörténeti könyvsorozat. A Corvina Kiadó Kft. gondozásában Budapesten megjelent sorozat a következő köteteket tartalmazza:
- A művészet kezdetei
- Az antik világ
- A korai középkor
- A gótika és a Távol-Keletű
- A korai reneszánsz
- Az érett reneszánsz
- A barokk
- A rokokótól 1900-ig
- A századvég és a századelő
- A XX. század művészete